# Rocket to Russia
 (juin 2023).
Si vous disposez d'ouvrages ou d'articles de référence ou si vous connaissez des sites web de qualité traitant du thème abordé ici, merci de compléter l'article en donnant les références utiles à sa vérifiabilité et en les liant à la section « Notes et références ».
Albums de Ramones
Leave Home
(1977) Road to Ruin
(1978)
Rocket to Russia est le troisième album du groupe new-yorkais Ramones, sorti en novembre 1977. Ce disque offre la quintessence du style Ramones, mélange explosif de mélodies empruntées aux débuts du rock 'n' roll, à la surf music, et d'un son brutal, enragé, typiquement punk. La veine "pop" se fait plus présente que sur les deux premiers disques. La plupart des titres de cet album deviendront des classiques du groupe, qu'ils joueront sur scène tout au long de leur chaotique carrière. Comme tous les disques des Ramones, son succès à l'époque fut relatif. Mais Rocket to Russia fut classé 106e meilleur album de tous les temps par le magazine Rolling Stone. L'album reste une référence du punk rock, une source d'influence majeure pour beaucoup de groupes.

## Liste des pistes
1. Cretin Hop (Ramones) – 1:56
2. Rockaway Beach (Dee Dee Ramone) – 2:06
3. Here Today, Gone Tomorrow (Joey Ramone) – 2:49
4. Locket Love (Ramones) – 2:11
5. I Don't Care (Joey Ramone) – 1:39
6. Sheena Is a Punk Rocker (Joey Ramone) – 2:49
7. We're a Happy Family (Ramones) – 2:31
8. Teenage Lobotomy (Ramones) – 2:01
9. Do You Wanna Dance? (Bobby Freeman) – 1:55
10. I Wanna Be Well (Ramones) – 2:28
11. I Can't Give You Anything – 2:01
12. Ramona (Ramones) – 2:37
13. Surfin' Bird (White /Frazier /Harris / Wilson) – 2:37
14. Why Is It Always This Way? (Ramones) – 2:15

## Postérité
(mars 2015).
- Cretin Hop est repris par Masters of Reality sur l'album Flak 'n' Flight (2002) Ainsi que dans Gabba Gabba Metal (Tribute metal hommage aux Ramones organisée par Rob Zombie)
- Metallica a fait cinq reprises des Ramones dont deux figurant sur cet album, Cretin Hop et We're a Happy Family
- Sheena Is A Punk Rocker est audible dans une scène de Simetierre, film d'horreur de 1989, tiré d'un roman de Stephen King (le titre original du roman et du film est Pet Sematary, le titre d'une chanson des Ramones écrite pour l'occasion).
- I Can't Give You Anything a été reprise par Soundgarden.
- Teenage Lobotomy, Blitzkrieg Bop ainsi que Rockaway Beach ont été reprises par Green Day lors de la cérémonie hommage aux Ramones au Rock and Roll Hall Of Fame. Green Day a aussi repris Outsider.
- Sheena Is a Punk Rocker est la 457e des 500 meilleures chansons de tous les temps selon le magazine Rolling Stone.